# Нюрьё-Волонья
Нюрьё-Волонья́ (фр. Nurieux-Volognat) — коммуна во Франции, находится в регионе Рона — Альпы. Департамент — Эн. Входит в состав кантона Изернор. Округ коммуны — Нантюа.
Код INSEE коммуны — 01267.

## География
Коммуна расположена приблизительно в 380 км к юго-востоку от Парижа, в 75 км северо-восточнее Лиона, в 23 км к востоку от Бурк-ан-Бреса.
На северо-востоке коммуны протекает река Уаньен, приток реки Эн.

## Климат
Климат полуконтинентальный с холодной зимой и тёплым летом. Дожди бывают нечасто, в основном летом.

## Население
Население коммуны на 2010 год составляло 1058 человек.
| 1962 | 1968 | 1975 | 1982 | 1990 | 1999 | 2010 |
| ---- | ---- | ---- | ---- | ---- | ---- | ---- |
| 297  | 500  | 567  | 656  | 856  | 952  | 1058 |

## Администрация
| Период | Период | Фамилия       | Партия        | Примечания |
| ------ | ------ | ------------- | ------------- | ---------- |
| 1973   | 1983   | Анри Массонне |               |            |
| 1983   | 1995   | Симон Бенуа   | Разные правые |            |
| 1995   | 2014   | Мишель Жену   | Разные правые |            |

## Экономика
В 2010 году среди 679 человек трудоспособного возраста (15—64 лет) 530 были экономически активными, 149 — неактивными (показатель активности — 78,1 %, в 1999 году было 74,4 %). Из 530 активных жителей работали 490 человек (265 мужчин и 225 женщин), безработных было 40 (15 мужчин и 25 женщин). Среди 149 неактивных 44 человека были учениками или студентами, 66 — пенсионерами, 39 были неактивными по другим причинам.

## Достопримечательности
- Часовня в деревне Морне (XII век). Исторический памятник с 1982 года.[4]

## Фотогалерея

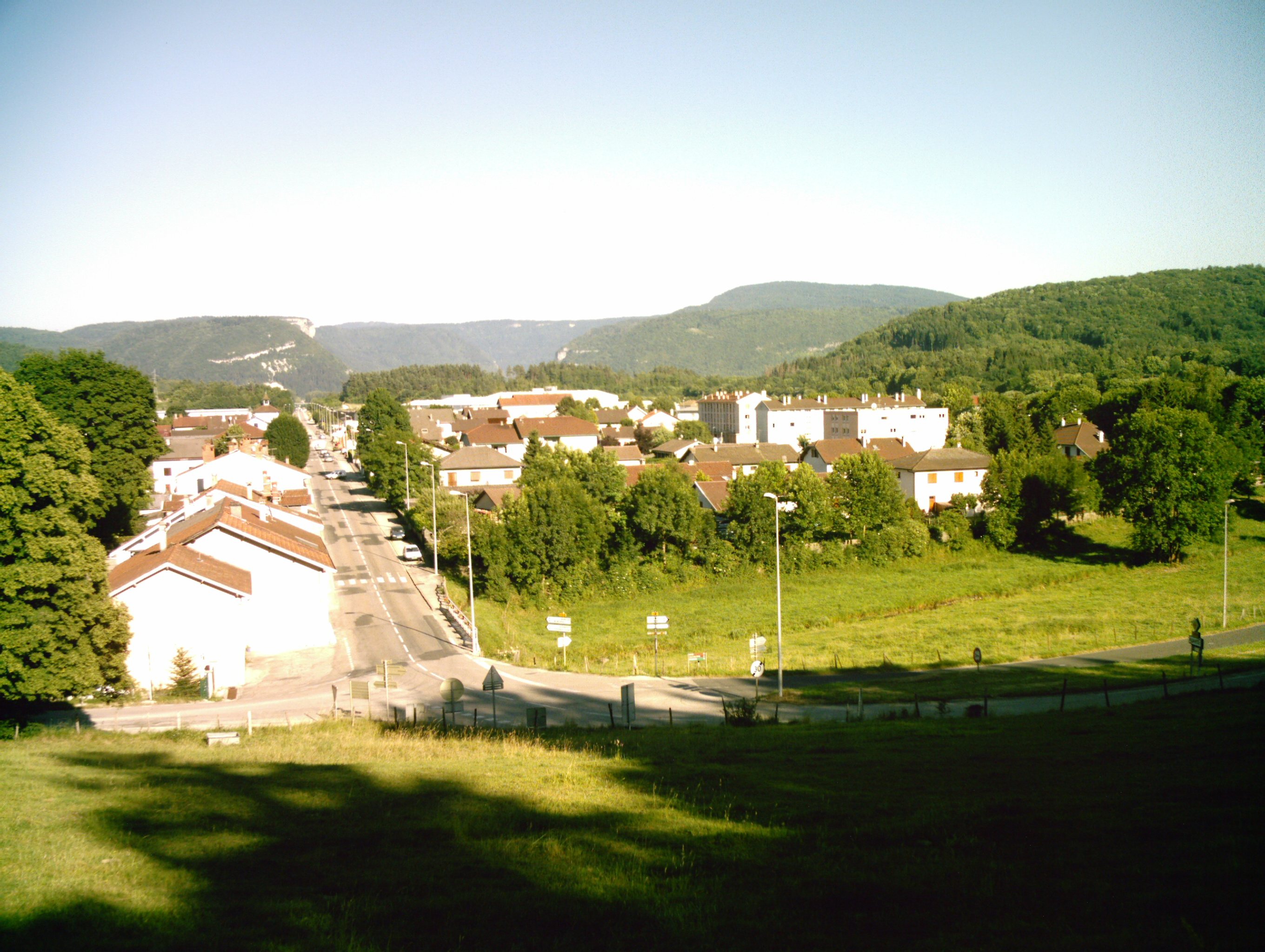
Нюрьё-Волонья
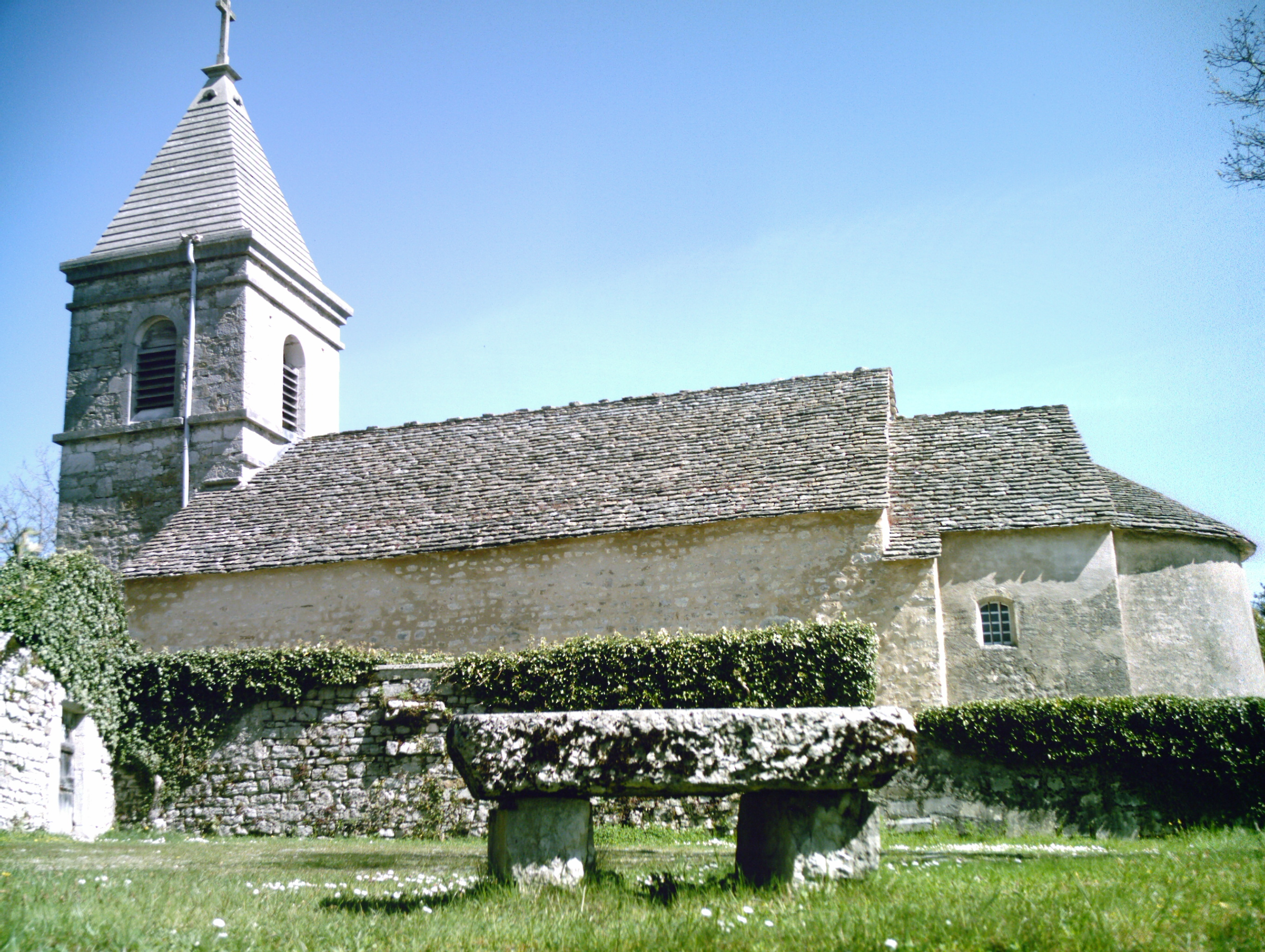
Часовня в деревне Морне
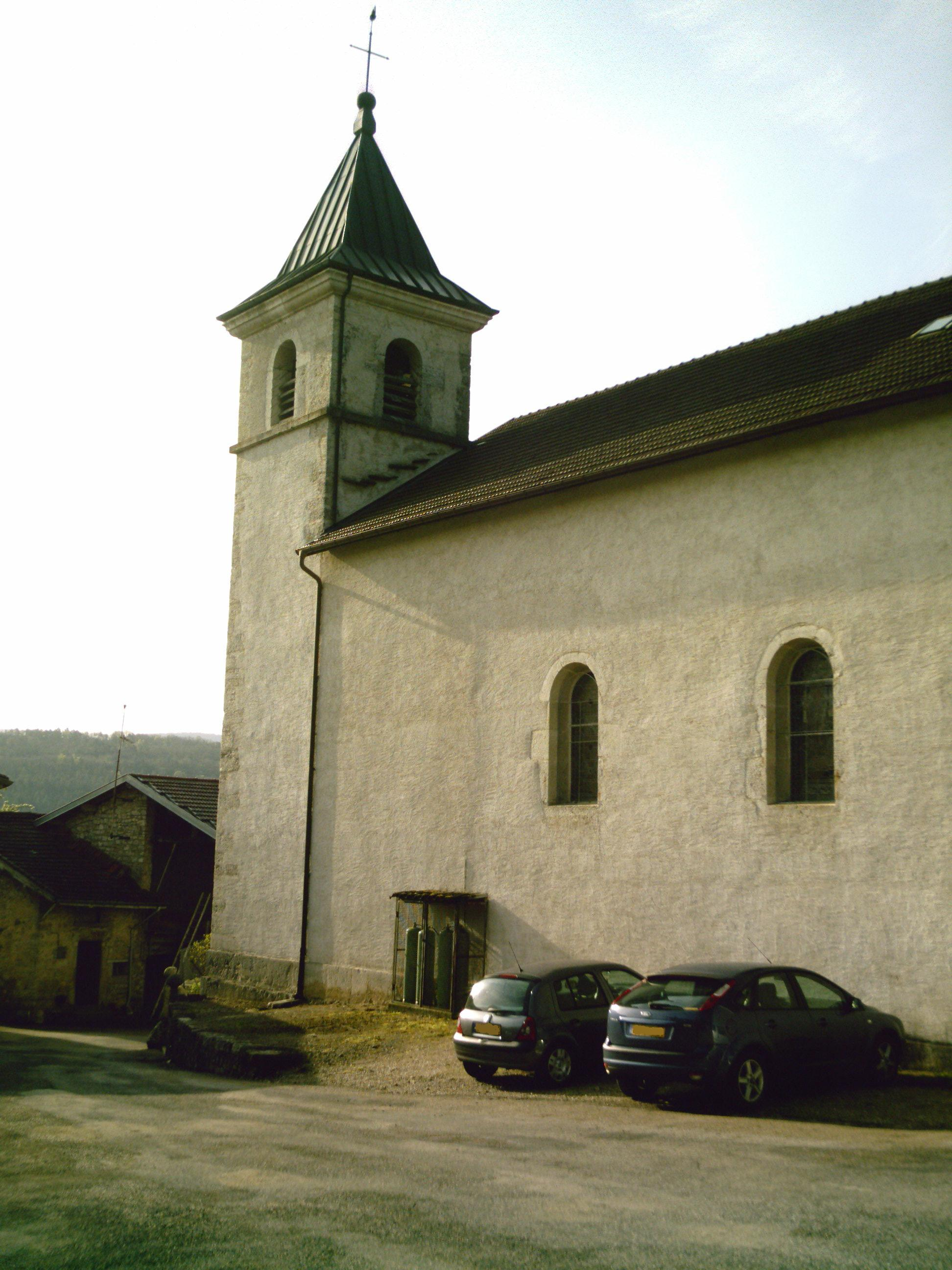
Церковь в деревне Волонья
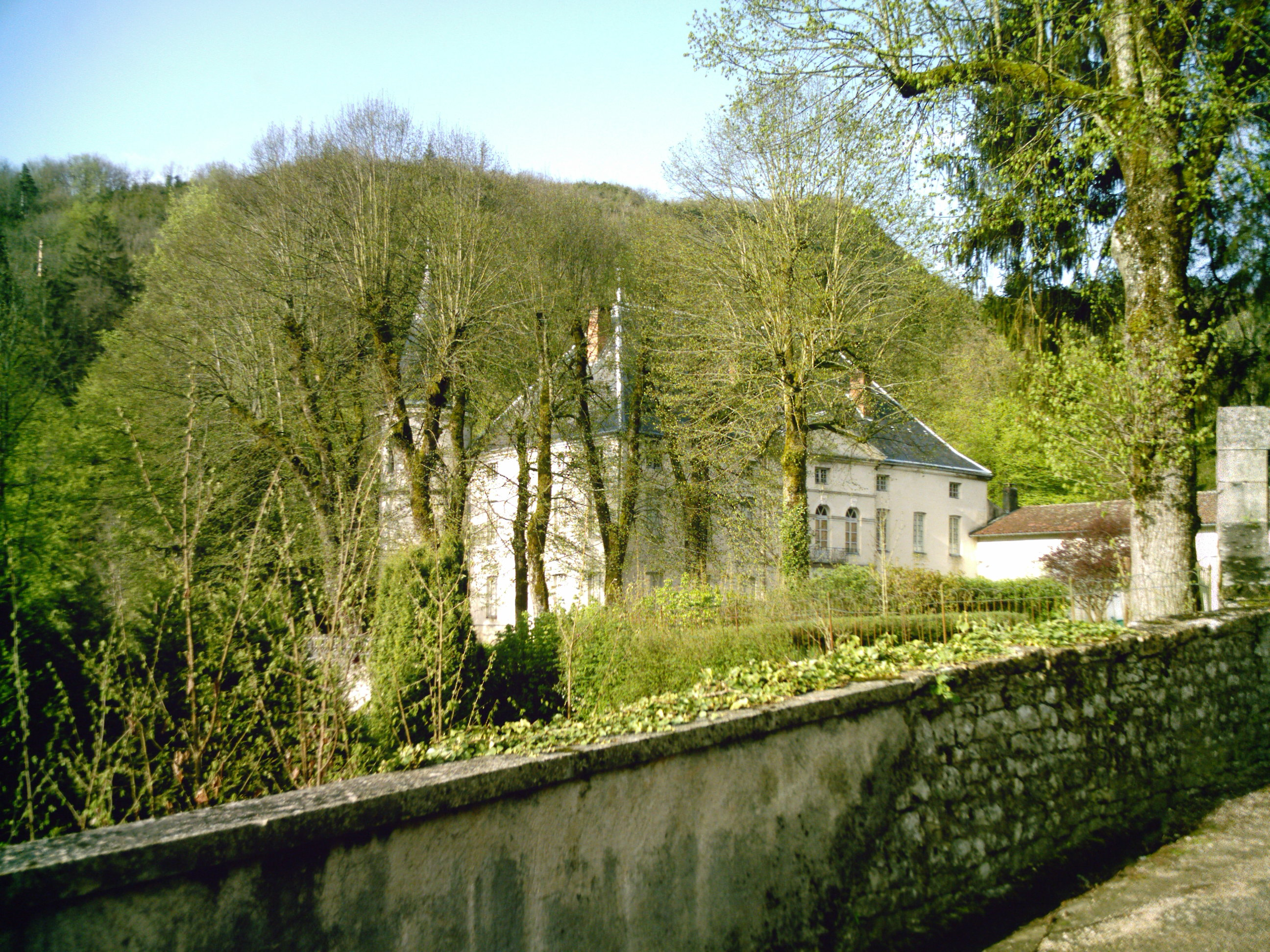
Замок Волонья
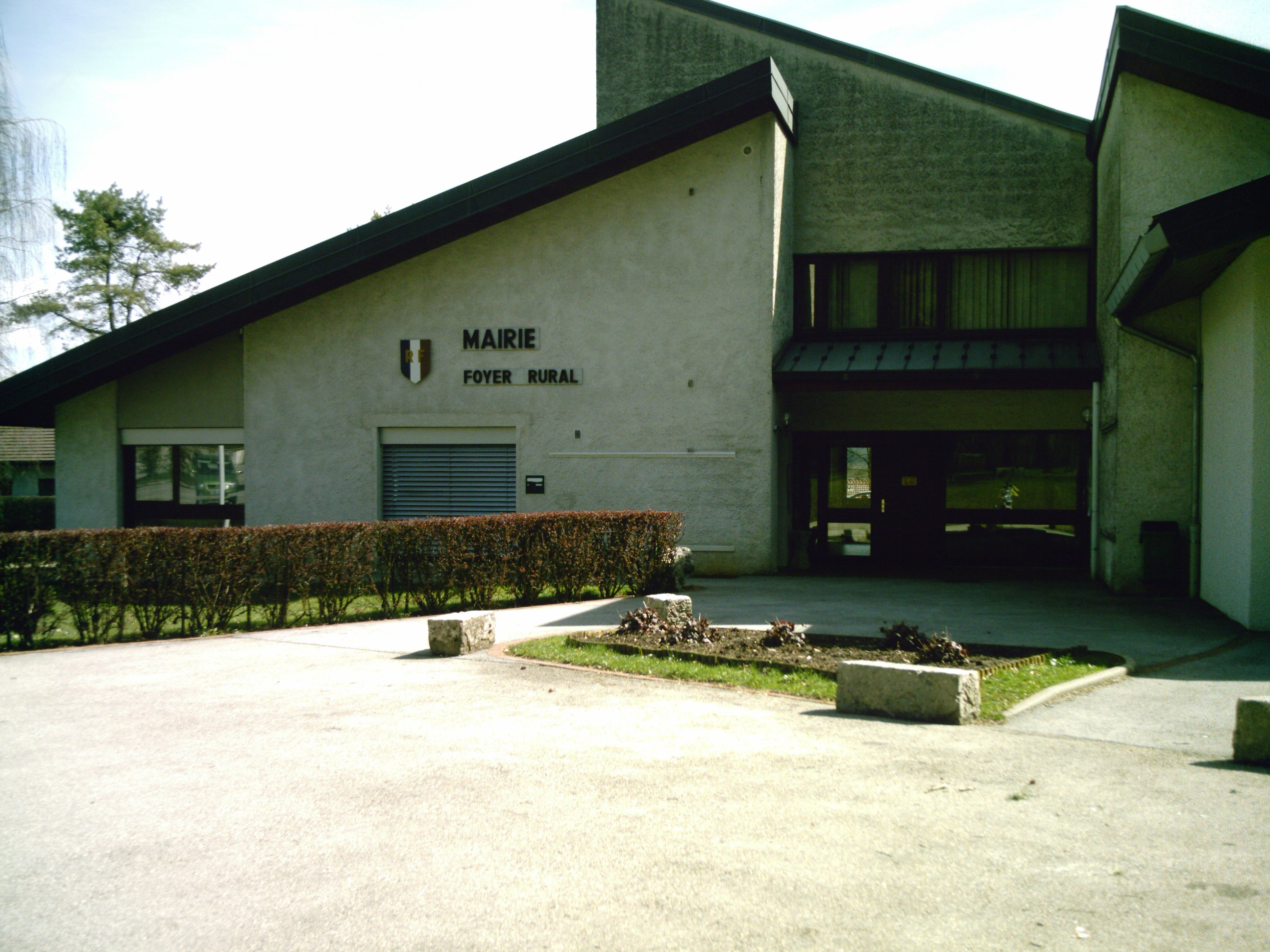
Мэрия
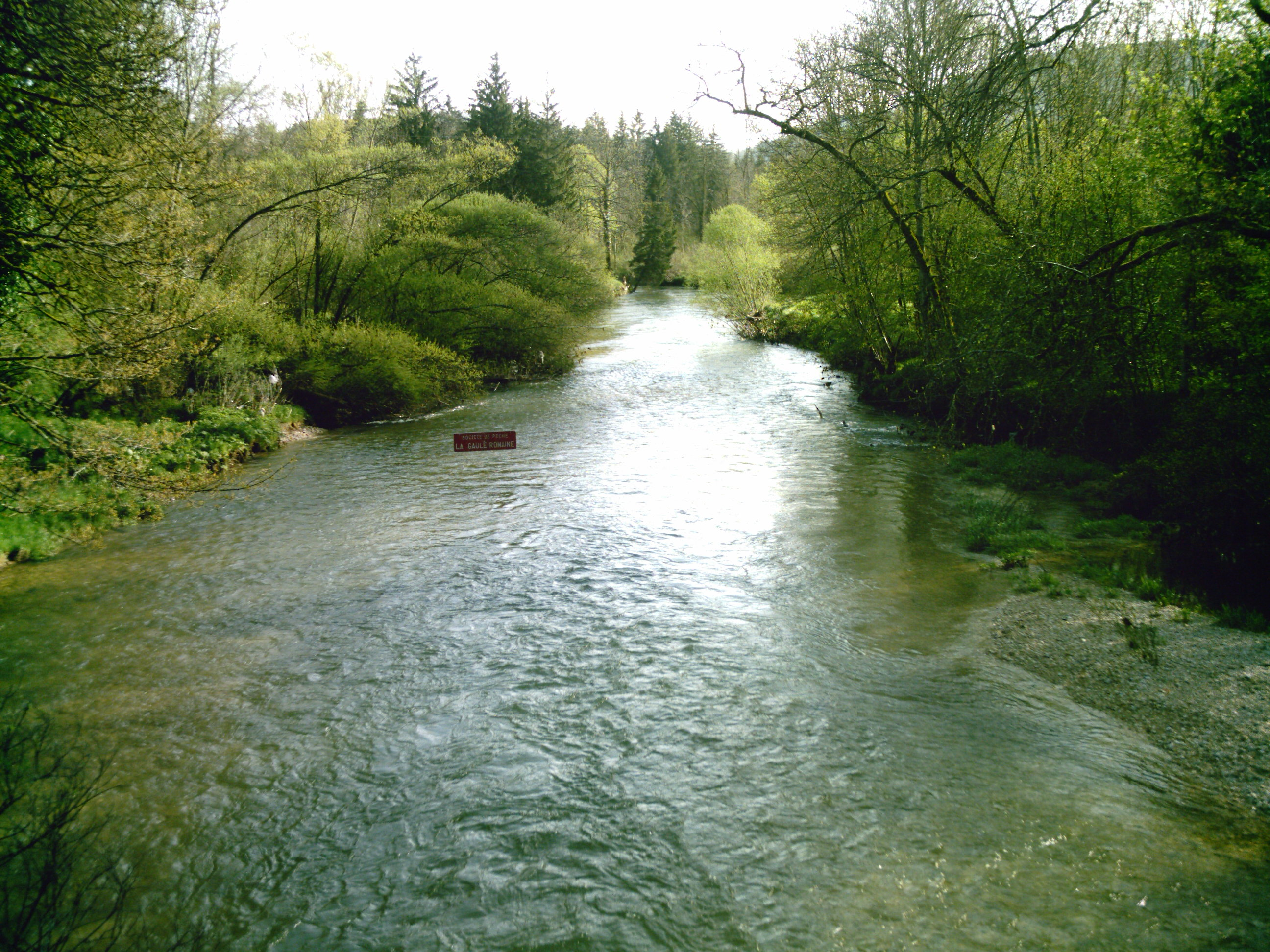
Река Уаньен